# Might and Magic II: Gates to Another World
Might and Magic II: Gates to Another World — вторая игра из серии RPG Might and Magic, созданная компанией New World Computing в 1988/1989 году. Данная часть игры никогда не имела локализации в России. Доступна лишь английская версия на диске игры Might and Magic VI: The Mandate of Heaven компании «Фаргус Мультимедиа».

## Игровой процесс
В начале игры игрок создаёт восемь персонажей со случайными характеристиками, при этом ощущение случайности выбора усиливается рукой сверху окна, кидающей игральную кость. При этом он может вручную настроить их мировоззрение, расу, пол и имя. Помимо 6 основных классов в прошлой части, Might and Magic Book One: The Secret of the Inner Sanctum, появилось ещё две — ниндзя и варвар. После установки игра начинается в 110 день 900 года по местному исчислению. Мир выполнен, как и прошлая часть, шестнадцати цветной и с псевдотрёхмерным пространством. Игрок может ходить по карте, отмеченной в углу экрана, имея возможность обзора под прямым углом, то есть игрок может поворачиваться лишь на север, юг, запад и восток. По пути игроку могут встретиться различные сооружения. Чекпойнты позволяют сохраняться, тренировочные лагеря — повышать уровень. Игрок может повстречаться и с врагами, которые неподвижны относительно карты. В таком случае действие переносится на отдельное окно. Бой целиком текстовый, несмотря на то, что показывается окно с противником, выполняющим характерные движения, уникальные для своего класса (например, вор оглядывается на игрока, а клоун жонглирует мячиками. При первом же столкновении с противником у игрока есть выбор: атаковать, то есть принять бой, спрятаться, получая меньший шанс получить ранения, или же убежать, прибавив тем самым ко времени игры один день. Во время боя игрок может стрелять, использовать заклинания или просто атаковать. при ранении игрока у одного или нескольких из восьми его героев убывают воины. Когда количество всех воинов у всех игроков становится равным нулю, игрок умирает и игра начинается с последнего чекпойнта. В отличие от последующих игр серии и самой первой части, процесс игры не бесконечен. При достижении персонажами возраста примерно семидесяти пяти лет, те умирают в силу естественных причин. Смерть по этой причине всех персонажей также засчитывается за проигрыш. Игрок обладает заклинанием, позволяющим уменьшить возраст персонажа, но оно, как правило, его лишь увеличивает. Возможен поход в санаторий, также снижающий возраст, однако поход требует денег.

## Рецензии
Рецензии иноязычных сайтов являются в целом положительными. В частности, на сайте 1UP.com эта игра удостоилась высшей оценки «A» с комментарием «красочная игра».